# Verbascum carmanicum
Verbascum carmanicum är en flenörtsväxtart som först beskrevs av Joseph Friedrich Nicolaus Bornmüller, och fick sitt nu gällande namn av Hub.-mor.. Verbascum carmanicum ingår i släktet kungsljus, och familjen flenörtsväxter. Inga underarter finns listade i Catalogue of Life.